# Бартика
Барти́ка (англ. Bartica) — город в государстве Гайана. Административный центр региона Куюни-Мазаруни.

## География
Город расположен на левом берегу реки Эссекибо в том месте, где в неё впадают реки Куюни и Мазаруни.

## История
В 1616 году сюда прибыли голландцы и, обнаружив руины построенного португальцами форта, возвели здесь Форт-Кик-Овер-Ал, ставший административным центром колонии Эссекибо. В XVII—XVIII веках форт использовался для обороны от нападений как местных индейцев, так и воинских контингентов других европейских наций, однако в начале XIX века, после перехода этих земель под власть Великобритании, был постепенно заброшен.
В 1842 году здесь появилось поселение миссионеров-англиканцев, получившее название «Бартика», что в переводе с языка местных индейцев означает «красная земля». Постепенно вокруг него развился населённый пункт.
В 2008 году на город было совершено нападение вооружённой банды, устроившей резню на улицах.

## Население
В 2012 году население Бартики составляло около 20 тысяч человек.

## Транспорт
В 6 км к юго-западу от города находится Аэропорт Бартика.